# Korndräll

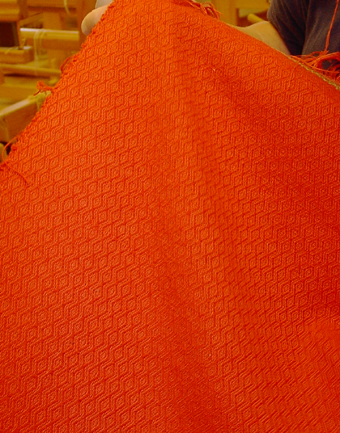
Korndräll till möbeltyg

Korndräll är en fyrskaftad, rutig spetskypert med oliksidig varpeffekt.
Den solvas 1,2,3,4,3,2,1,4 och så vidare
Den binds upp 1,2,3,4 i tramporna, det vill säga första skaftet till första trampan och så vidare.
Den trampas 1,2,3,4,3,2,1,4 och så vidare, det vill säga i samma ordning som den solvats.
Uppsättningen innebär att den traditionella kypertlinjen bryts så ofta att rutmönster uppstår, men mindre än gåsögon, och liknar små korn. Tekniken har förekommit i medeltida vävar, och är en enkel dräll, liksom droppdrällen.
Korndrällen användes tidigare i finare linneplagg, särskilt i folkdräkter i Dalarna. Den har senare använts i dukar och finare handdukar.